# Fetsjön (Vilhelmina socken, Lappland, 723123-147578)
Fetsjön är en sjö i Vilhelmina kommun i Lappland och ingår i Ångermanälvens huvudavrinningsområde. Sjön har en area på 0,231 kvadratkilometer och ligger 933 meter över havet. Fetsjön ligger i Marsfjället Natura 2000-område.

## Delavrinningsområde
Fetsjön ingår i det delavrinningsområde (723194-147590) som SMHI kallar för Utloppet av Fetsjön. Medelhöjden är 981 meter över havet och ytan är 4,7 kvadratkilometer. Det finns inga avrinningsområden uppströms utan avrinningsområdet är högsta punkten. Vattendraget som avvattnar avrinningsområdet har biflödesordning 3, vilket innebär att vattnet flödar genom totalt 3 vattendrag innan det når havet efter 383 kilometer. Avrinningsområdet består mestadels av kalfjäll (94 procent). Avrinningsområdet har 0,3 kvadratkilometer vattenytor vilket ger det en sjöprocent på 6,4 procent.